# Braunsporrindenpilzverwandte
Die Braunsporrindenpilzverwandten (Coniophoraceae) sind eine Familie von Pilzen aus der Ordnung der Dickröhrlingsartigen. Die Familie enthält 5 Gattungen und 27 Arten.

## Merkmale

### Makroskopische Merkmale
Die Braunsporrindenpilzverwandte haben effuse bis resupinate Fruchtkörper, d. h. sie liegen direkt am Substrat auf oder stehen etwas ab. Sie sind fleischig, membranös, oder mit einer bestäubten oder körnigen Struktur, oft mit wolligem Rand. Manche Arten erzeugen rundliche oder verlängerte Sklerotien. Die Fruchtschicht ist glatt oder gefaltet, selten auch gefurcht oder stachelig und meist von brauner oder gelblicher Farbe.

### Mikroskopische Merkmale
Die Coniophoraceae bilden meist ein monomitisches, selten auch ein dimitisches Hyphensystem mit Skletthyphen. Die Hyphen sind durchscheinend bis gelblich. Sie besitzen einfache Septen und manchmal wirtelig angeordnete Schnallen. Zystiden können vorkommen. Die Basidien sind keulig-zylindrisch bis urnenförmig mit einer basalen Schnalle und vier kurzen Sterigmen. Die Sporen sind gelblich-braun, glatt, dickwandig, mit einer Keimpore. Sie färben sich mit Iod braun.

## Verbreitung und Ökologie
Die Braunsporrindenpilzverwandte sind sehr weit verbreitet. Sie sind generell saprob und leben auf Holz und Boden. Eine Art ist flechtenbildend. Manche Arten wie der Braune Kellerschwamm sind als Schadpilze gefürchtet.

## Inhaltsstoffe
In mehreren Arten wurde Xerocomsäure gefunden, ein Derivat der Pulvinsäure.

## Systematik und Taxonomie
Die Coniophoraceae wurden 1928 von Oskar Eberhard Ulbrich erstbeschrieben.
Zu den Braunsporrindenpilzverwandten gehören mit Stand 2020 fünf Gattungen:
- Chrysoconia mit nur einer Art (Chrysoconia orthospora)
- Coniophora mit 20 Arten
- Coniophoropsis mit zwei Arten
- Gyrodontium mit drei Arten
- Sedecula mit nur einer Art (Sedecula pulvinata)

Die Hausschwämme (Serpula) mit dem Wilden Hausschwamm (Serpula himantioides) gehören nicht mehr zur Familie, sondern werden in die eigene, aber eng verwandte Familie Hausschwammverwandte (Serpulaceae) gestellt.